# Klebeband

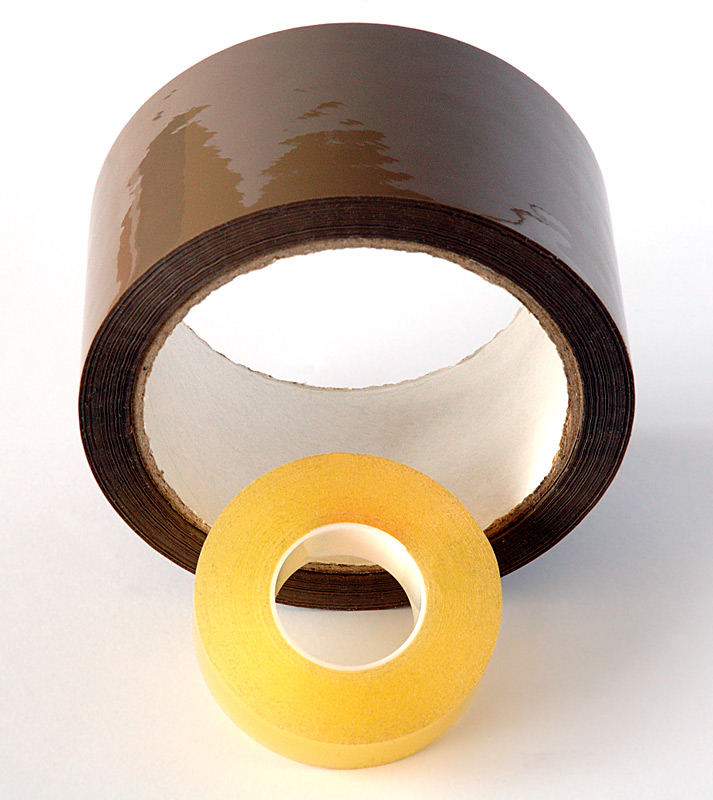
Klebeband. Transparent auf 1-Zoll-Kunststoffkern. Mit brauner Haftklebmasse auf 3-Zoll-Kartonkern.

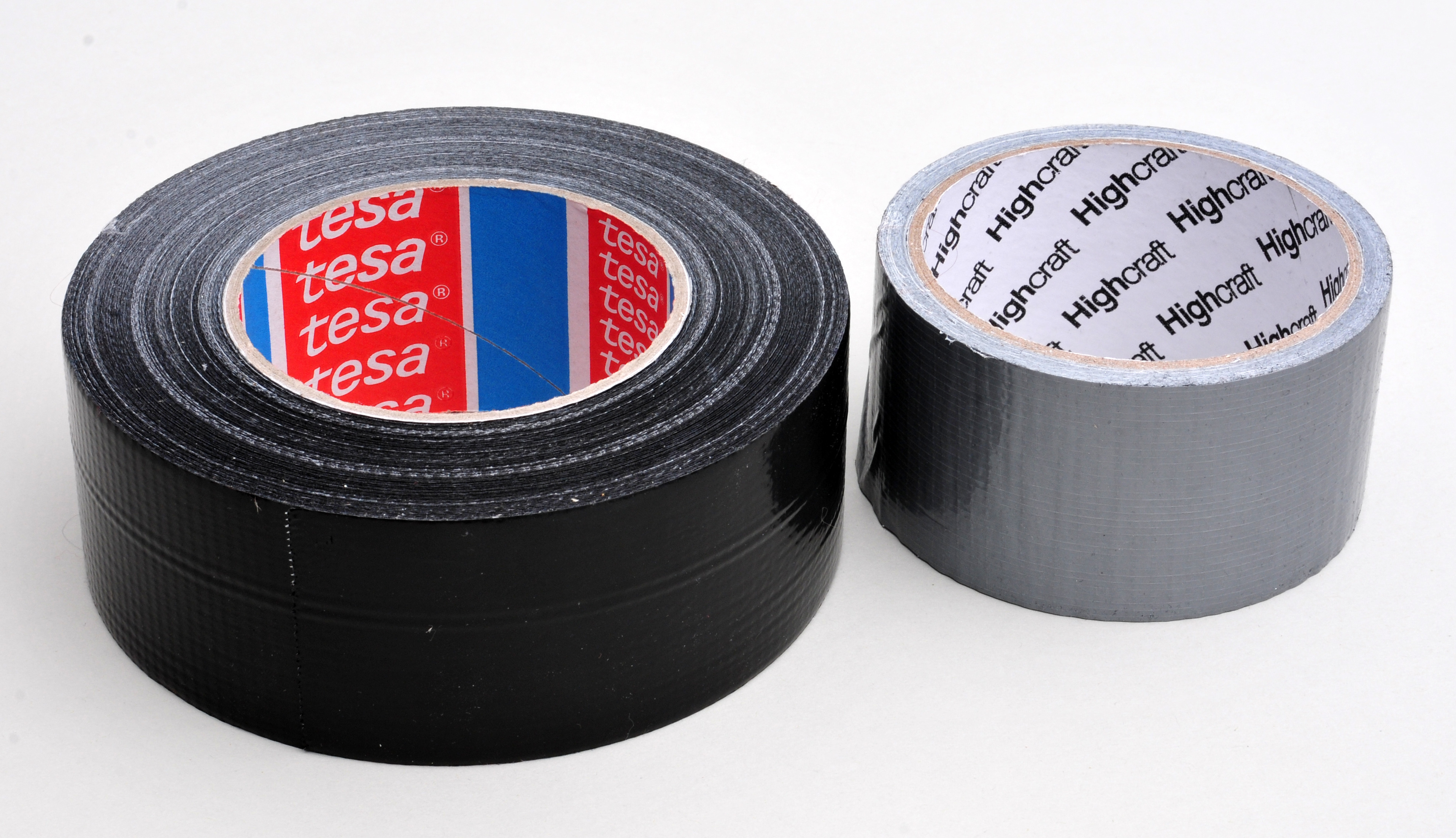
Gewebeklebeband: Schwarz und silbergrau, Rollenkern innen bedruckt.

Klebeband ist eine Sammelbezeichnung für ein- oder beidseitig mit Haftklebstoffen beschichtete streifenförmige Trägermaterialien wie Folien, Schaumstoffe oder Textilgewebe.
Klebebänder werden zum Befestigen und Verbinden unterschiedlicher Materialien verwendet und können durch Bedrucken und Stanzen auch zu selbstklebenden Etiketten verarbeitet werden.

## Geschichte
1901 entwickelten Isaak Lifschütz und Oscar Troplowitz für das Unternehmen Beiersdorf AG den Klebeverband, für den man den Begriff Leukoplast erfand.
1923 erfuhr Richard Gurley Drew, Ingenieur bei 3M, von dem Problem, fertiggestellte Teile bei zweifarbigen Autolackierungen abzudecken. Zwei Jahre lang experimentierte er unter anderem mit pflanzlichen Ölen, Harzen und Gummi. 1925 präsentierte er sein erstes Ergebnis. Das nur an den Rändern mit Klebmasse beschichtete Trägermaterial aus Krepp-Papier haftete jedoch nicht ausreichend. Drew verbesserte sein Klebeband, indem er das Trägermaterial vollständig beschichtete. Fünf Jahre später erfand er das erste transparente Klebeband. Gedacht war es für den Verschluss von Cellophan-Verpackungen.

## Physikalische Eigenschaften
Die Kraft, die notwendig ist, einen Klebestreifen abzuziehen, heißt Klebkraft. Oft wird sie an einem 25 mm breiten Klebestreifen gemessen und trägt die Einheit N/25mm. Die Reißkraft sagt aus, welche Belastung ein Band tragen kann. Die Reißkraft ist unabhängig von der Klebkraft. Einheiten sind N/cm oder N/25mm. Die Reißdehnung gibt an, um wie viel Prozent sich ein Klebeband unter Belastung verlängert, bevor es reißt.

## Folienbänder

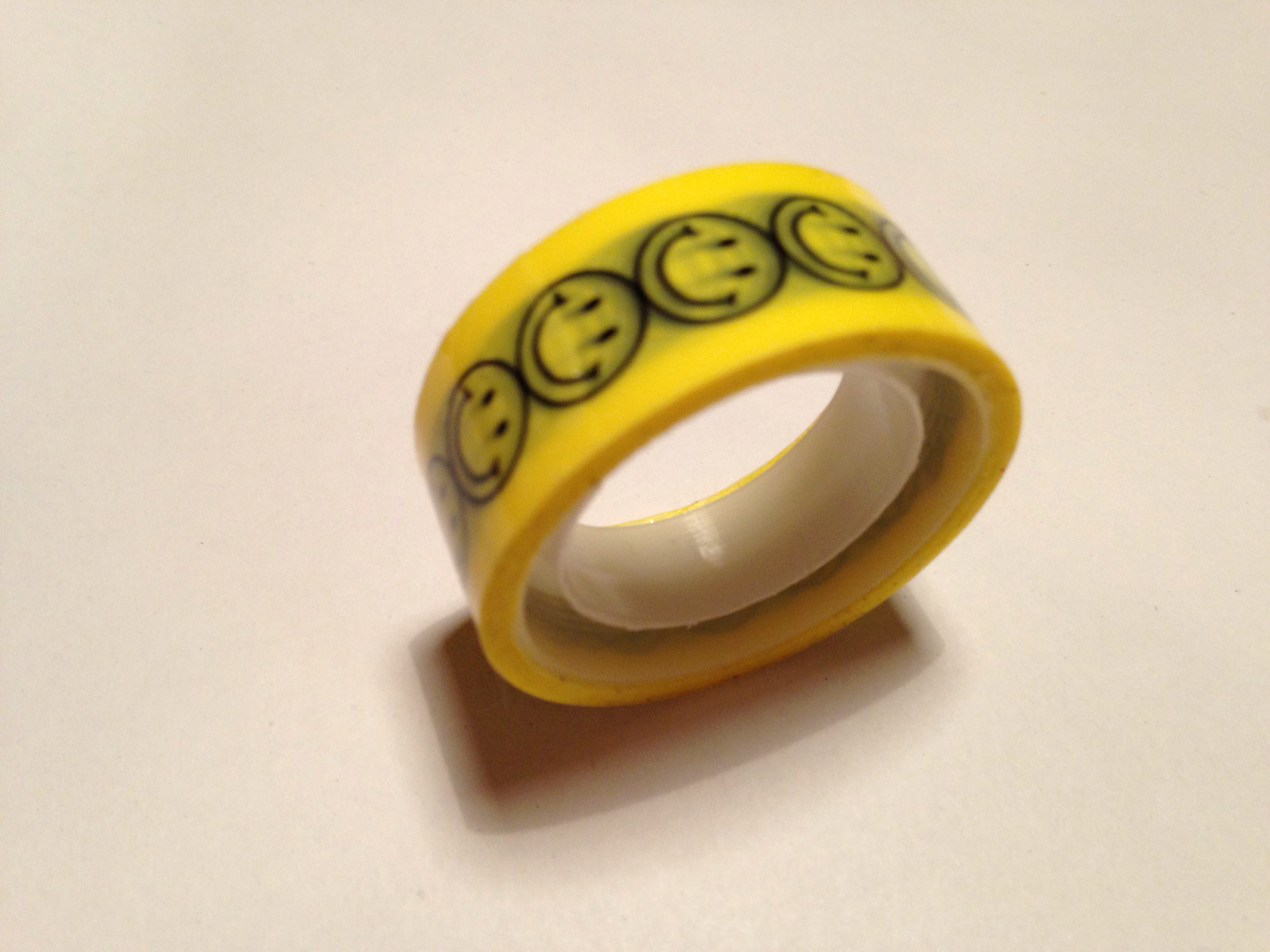
Motiv-Klebeband

Folienklebebänder bestehen aus einer Kunststoff-, Metall-, Zellulose- oder Verbundfolie, welche mit einem Gewebe verstärkt sein kann, und meist einseitig mit einem Klebstoff aus Acrylatdispersion, natürlichem oder synthetischem Kautschuk beschichtet ist.
Die Trägerfolie besteht häufig aus PVC oder PP. 
1998 benutzten Forscher der Universität Mannheim Filmband als Medium zur Datenspeicherung und sahen in der „Tesa-ROM“ die Ablösung der CD-ROM.

### Haushalts- und Büroklebeband, Paketband
Diese Bänder werden in Haushalt, Büro und Handwerk verwendet, um Pakete zu verschließen (Paketband), Papier und Pappe zu verkleben (Tixo/Tesafilm), oder kleinere Reparaturen durchzuführen. Die Bänder bestehen meist aus PE (Polyethylen) oder PP (Polypropylen) und sind ungefähr 50 µm dick.

### Doppelseitiges Klebeband
Doppelseitig klebende Bänder bestehen aus einem zugfesten Trägerband mit beidseitiger Klebeschicht. Anwendungen sind das Verlegen von Teppichboden; in der Papierverarbeitung zum Spleißen (Zusammenfügen) großer Rollen und beim Erstellen von Displays, Mailings und Prospektmappen; im Baubereich zum Verkleben von Dampfsperren; in der Industrie und im Haushalt zu Montagezwecken, besonders Im Automobilbereich.

### Isolierband
Isolierbänder werden verwendet, um elektrische Leitungen zu isolieren und bestehen aus Weich-PVC (Polyvinylchlorid).

### Dichtungsband für Dampfbremsen
Zum Abkleben von Dampfbremsen und anderen diffusions- oder wasserdichten Folien im Bauwesen werden zertifizierte Folienklebebänder mit besonders starker und dauerhafter Klebkraft zum luftdichten Verschließen der Folienstöße und Randanschlüsse verwendet. Diese bestehen oft aus Verbundfolien wie etwa mit Aluminium bedampfter Polypropylen-Folie.

### Aluminiumklebeband
Aluminiumklebebänder bestehen aus einer dünnen, selbstklebenden Aluminiumfolie, die beispielsweise verwendet werden, um mit Aluminiumfolie beschichtete Dämmstoffe und Lüftungskanäle luftdicht abzudichten. In der Elektrotechnik können mit Aluminium elektrische Felder abgeschirmt werden. Wenn die verwendete Klebmasse hitzebeständig ist, kann das Band zur Abdichtung von Abgasleitungen im Heizungsbau dienen.
Aufgrund der sehr guten UV- und Witterungsbeständigkeit kann Aluminiumklebeband im Außenbereich eingesetzt werden, beispielsweise zur Abdichtung von transparenten Hohlkammerplatten als Gewächshausverglasung.

### Polyisobutylenband

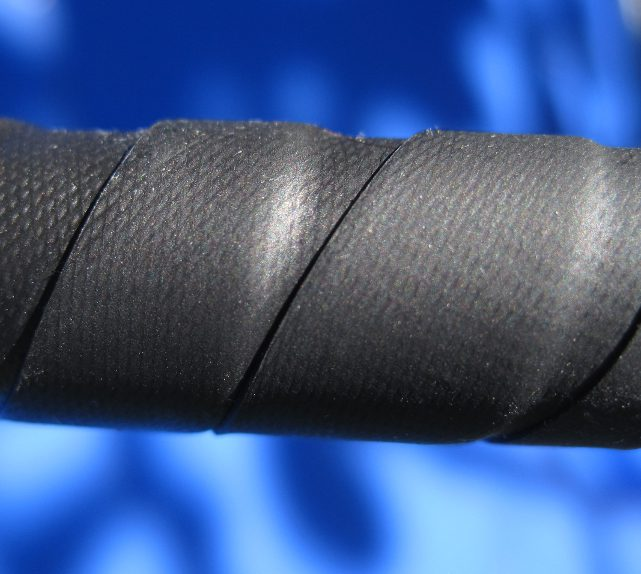
Kabelabdichtung durch überlappende Lagen Butylenklebeband

Polyisobutylenband ist dauerplastisch. Es wird auch selbstvulkanisierendes oder selbstverschweißendes Klebeband genannt. Es besitzt oft keine Klebschicht, so dass es nicht auf anderen Werkstoffen klebt. Wird es mehrschichtig aufgebracht, verschweißt es innerhalb weniger Minuten zu einer zusammenhängenden, plastischen Schicht, vergleichbar mit Knetgummi. Manche Bänder müssen beim Aufbringen gedehnt werden, bis sie sich auf etwa 2⁄3 der ursprünglichen Breite zusammenziehen, um die Selbstverklebung zu aktivieren.
Eingesetzt wird Polyisobutylenband beispielsweise als Isoliermaterial. Jeweils um die Hälfte überlappende Umwicklungen um elektrische Leitungen bieten einen guten Schutz gegen Feuchtigkeit. Die Durchschlagsfestigkeit liegt bei mindestens 10 kV·mm−1, der spezifische elektrische Widerstand bei mehr als 1010 Ω·m.
Weitere typische Kennwerte:
- Klebkraft: – (bei fehlender Klebschicht keine oder geringe Klebkraft mit anderen Materialien)
- Reißkraft: 8 N/cm
- Reißdehnung: 400 %
- Temperaturbeständigkeit: −40 bis 90 oder 100 °C; optimale Verarbeitungstemperatur 0–30 °C
- Wasseraufnahme: 0,4 %
- Dehnung: 600–800 %
- Durchschlagsfestigkeit: 20–40 kV
- Salzwasser-, Weichmacher- und UV-beständig
- Überstreichbar mit Acryllack

### Magnetklebeband

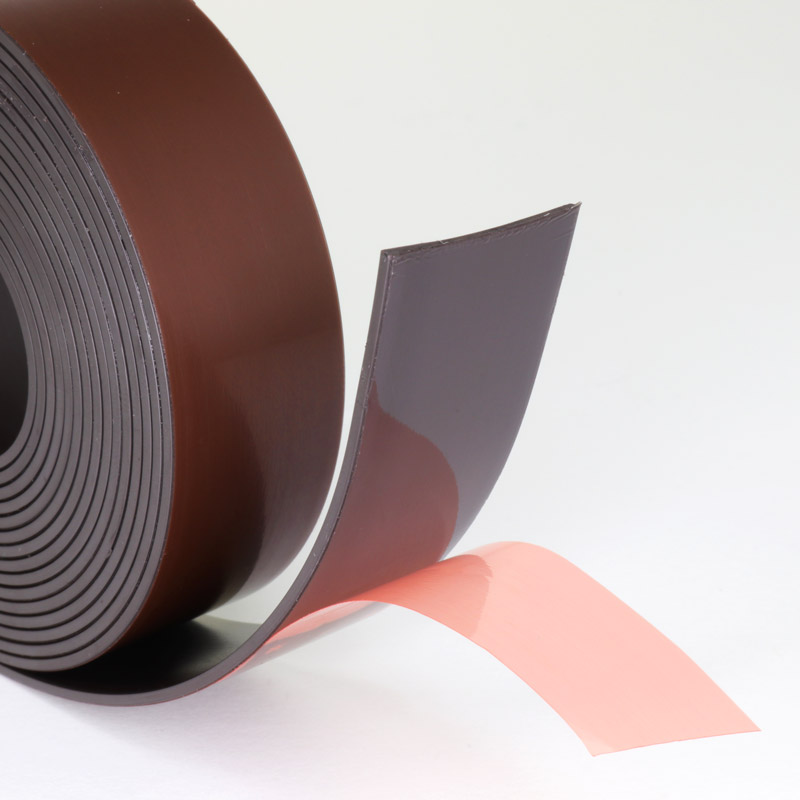
Handelsübliches Magnetklebeband

Magnetklebeband besteht aus einem extrudierten Magnetband, das mit einem doppelseitigen Klebeband selbstklebend ausgerüstet wurde. Durch das Entfernen des Schutzpapiers oder der Schutzfolie wird die Haftklebmasse offengelegt und das Band kann verklebt werden.
Magnetbänder sind mehrpolig streifenmagnetisiert. In der Regel sind sie drei- oder fünfpolig magnetisiert. Von jedem Band gibt es zwei Varianten, die entgegengesetzt gepolt sind (SNS – NSN; SNSNS – NSNSN). Dadurch lassen sich beide Bänder exakt und kantengenau zusammenbringen.
Als besondere Variante des Magnetbandes gibt es auch stirnseitig magnetisierte Bänder. Diese ziehen sich nicht auf der breiten flachen Seite an, sondern im Bereich der Kanten. Dadurch lassen sich Einzelelemente großer grafischer Flächen faltenfrei und ohne Luftspalt zusammenbringen.

### Putzklebeband
Gipser und Stuckateure benutzen zum Abkleben ein 50 mm breites Kunststoffklebeband. Es ist feuchtigkeitsbeständiger und reißfester als {{#Malerkrepp|Malerkrepp}}, so dass es nach dem Abbinden des Putzes wieder abgezogen werden kann. Die Rollen haben gewöhnlich eine Länge von 33 Metern.

### Polyimid-Klebeband

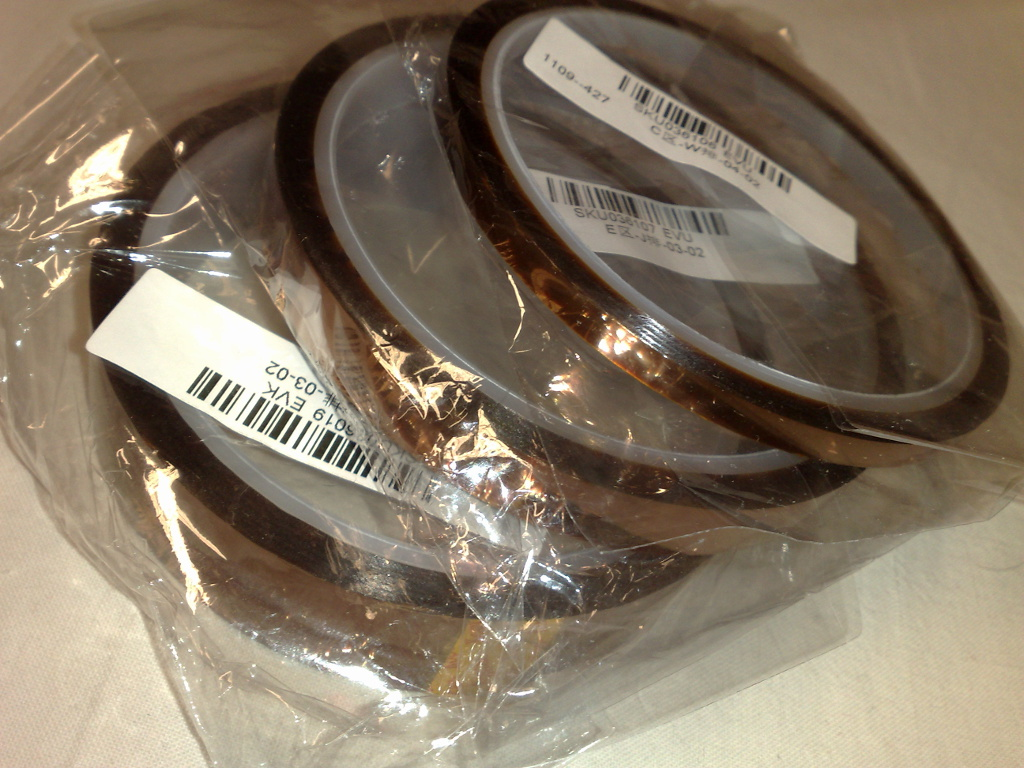
Polyimid-Klebebänder unterschiedlicher Breite

Klebebänder aus Polyimid werden in Elektrotechnik und Elektronik wegen der elektrisch isolierenden und wärmeleitenden Eigenschaften eingesetzt. Umgangssprachlich werden diese Klebebänder auch als Kapton-Band bezeichnet, benannt nach dem Handelsnamen Kapton für Polyimid-Folien von dem Chemieunternehmen DuPont. Zudem ist der breite Temperaturbereich von −269 °C bis über 200 °C bei Verwendung eines Silikonklebers für anspruchsvolle technische Anwendungen von Vorteil. Des Weiteren besitzt Polyimid eine erhebliche Widerstandsfähigkeit gegenüber radioaktiver Strahlung.

### Selbstverschweißendes Band
Selbstverschweißendes Klebeband gibt es aus Polyisobutylen (PIB; siehe Polyisobutylenband), Silikonkautschuk oder EPR.
Weichelastisches Silikonklebeband trägt in der Regel keine Klebeschicht. Kabel, Schläuche und Rohre lassen sich mit dem Band elektrisch isolierend sowie luft- und wasserdicht umwickeln. Silikonklebeband ist deutlich beständiger gegenüber Hitze, UV-Licht und Bewitterung als die meisten anderen Klebebänder. Es ist relativ weich und wenig zug- und abriebfest. 
Mit zugesetztem Eisenoxid ist es gut wärmeleitend. Aufgrund der Hitzebeständigkeit wird selbstverschweißendes Silikonklebeband auch in der Luft- und Raumfahrt eingesetzt. 
Klebebänder aus Silikon und EPR sind durchschlagfester als Bänder aus PIB und können bei höherer elektrischer Spannung eingesetzt werden.

## Gewebebänder
Besonders beanspruchbare Klebebänder werden mit Textilgewebe bzw. Gewebe aus besonders reißfesten Kunststoffen verstärkt. Die Verstärkung ist in der Regel anisotrop mit Hauptwirkung in Längsrichtung. Oft können die Bänder in Querrichtung mit der Hand abgerissen werden, was die Verarbeitung erleichtert.

### Heftpflaster

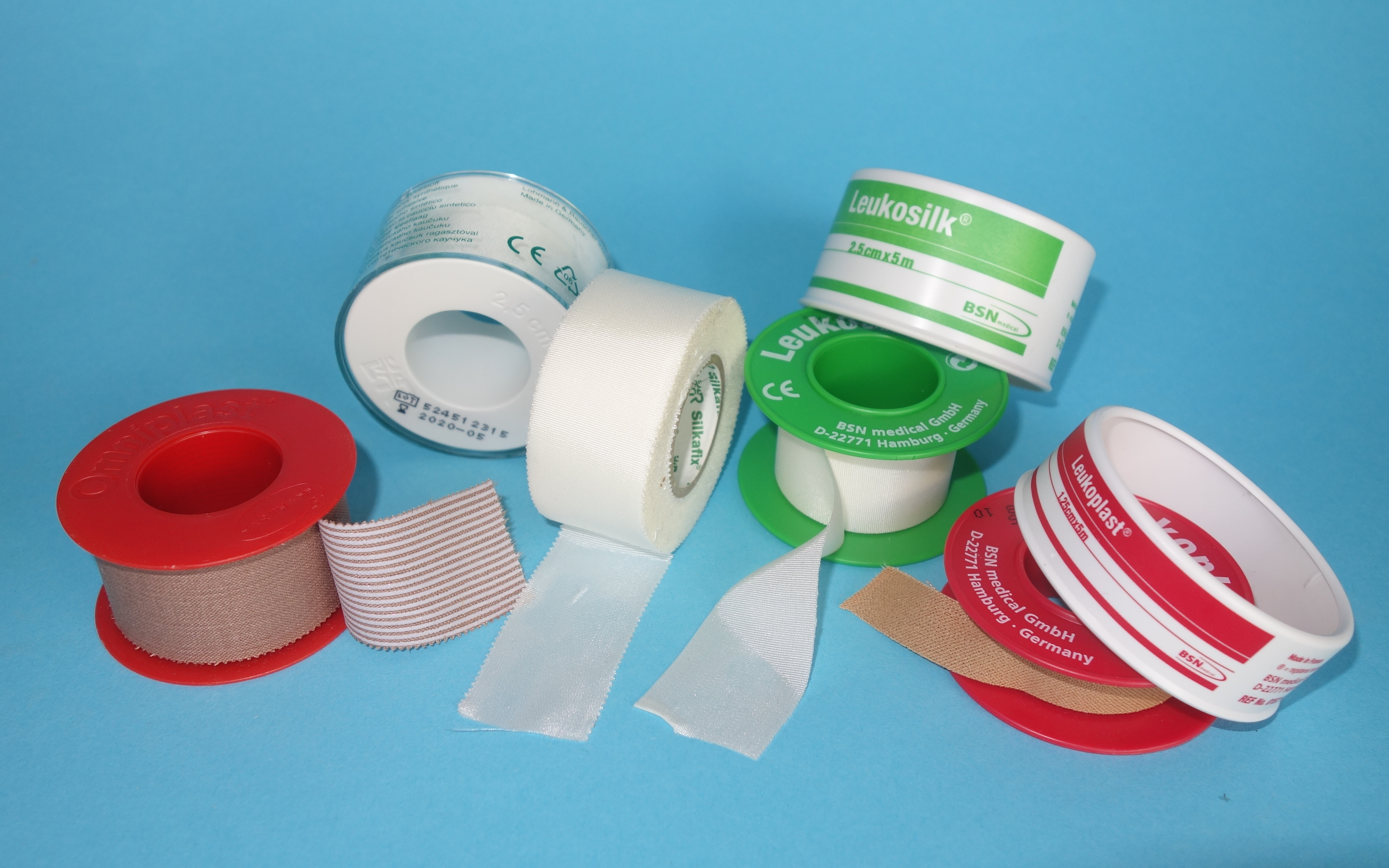
Verschiedene Rollenpflaster

Ein Heftpflaster ist ein klebendes Textilband in Breiten von 1,25 bis 5 cm auf Rollen zur Fixierung von Verbänden oder zur Befestigung verschiedener Artikel auf der Haut. Fixiert werden damit in der Regel Mull, Mullbinden oder Kompressen, um in Kombination mit diesen die Wunde abzudecken. Vielfach werden auch Katheter damit befestigt, um ein Verrutschen oder versehentliche Fehllage zu vermeiden.
Zur Herstellung des aus dem Heilpflaster hervorgegangenen Heftpflasters wurde ursprünglich eine Masse aus Fett, Öl, Wachs und Terpentin auf eine Unterlage aus Leinwand oder Cretonne gestrichen. Für das reine medizinische Klebeband ist das Begriffsmonopol Leukoplast verbreitet. Je nach gewünschten Eigenschaften (zum Beispiel Elastizität, Reißfestigkeit oder Hautfreundlichkeit) werden auch andere medizinische Klebebänder verwendet.
Das mit einer Wundauflage kombinierte Pflaster heißt auch Wundschnellverband. Pflaster zur Erweiterung der Nasenflügel werden als Nasenpflaster bezeichnet. Ein eingängiger Markenname ist Hansaplast.
Das selbstklebende Heftpflaster ist eine deutsche Erfindung: Am 8. November 1882 erhielt Paul Beiersdorf das Patent. Die Entwicklung wurde durch Oscar Troplowitz zur Serienproduktion gebracht.
Ehemals als Klebmasse verwendete Bleiseife wurde der Giftigkeit wegen ersetzt. Ein Markenname, der die weiße Klebmasse am sandfarbenen Gewebe widerspiegelt, der zum Gattungsbegriff wurde, ist Leukoplast – leuko, griech. weiß.
Heftpflaster sind heute häufig aus etwas dehnbarer Kunststofffolie, die für das Durchtreten von Wasserdampf (aus Schweiß) perforiert sind. Früher wurde nur Rollenware in 4, 6, 8 und 10 cm Breite (mit einem Wundpolster als endloser Mittelstreifen) individuell nach Bedarf oder auf Vorrat abgeschnitten. Heute sind einzeln gefertigte Pflaster mit abgerundeten Ecken die Regel. Bunte Motive als Aufdruck erfreuen Kinder.

### Duct Tape, Duck Tape

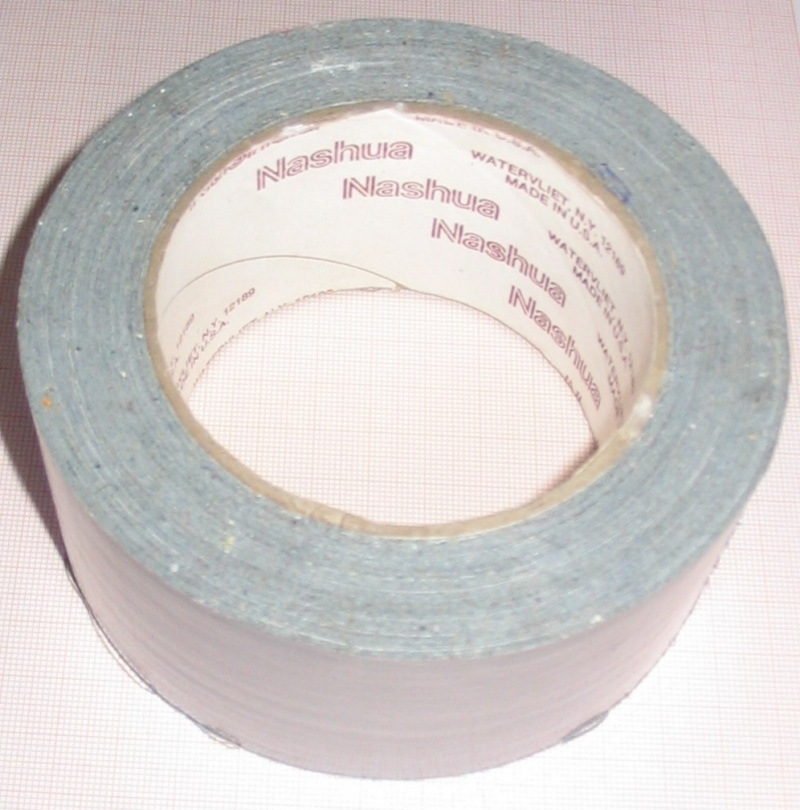
Das in den USA handelsübliche Gewebe-Klebeband oder Duck Tape

Duct Tape oder Duck Tape (deutsch Universalklebeband, Panzerband oder Industrieklebeband) ist der Begriff für ein oft silbergraues, selbstklebendes und wasserdichtes Gewebeband.
Typische Kennwerte sind:
- Klebkraft: 13 N/25 mm
- Reißkraft: 100 N/cm
- Reißdehnung: 18 %
- Temperaturbeständigkeit: max. 60 °C

Ursprünglich wurde das Gewebe-Klebeband von Johnson & Johnson für das amerikanische Militär entwickelt, um Feuchtigkeit von Munitionskisten fernzuhalten. 
Die Begriffsentwicklung ist unklar. Schon um 1900 wurden dünne Streifen aus cotton duck (Canvasgewebe) noch ohne Klebefläche als duck tapes bezeichnet. Eine andere Erklärung für die Bezeichnung ist die einem Entengefieder (duck, dt. Ente) gleichende wasserabweisende Wirkung. Als das Klebeband zunehmend an Lüftungskanälen (engl. ductwork) zum Einsatz kam, soll sich der Begriff Duct Tape etabliert haben, wobei fraglich ist, welches Wort zuerst verwendet wurde.
Das zunächst olivgrüne Duct Tape wurde bald für alle möglichen Aufgaben genutzt und ist heute vor allem in silberner Farbe bekannt.
Das Band ist anschmiegsam und durch Gewebearmierung reißfest. Es lässt sich quer ohne Werkzeuge leicht zerreißen. Wenn das Klebeband nicht innerhalb weniger Wochen wieder abgezogen wird, verbleiben beim Abziehen Klebstoffrückstände, die oft nur mit Lösungsmitteln entfernt werden können.

### Gaffer Tape

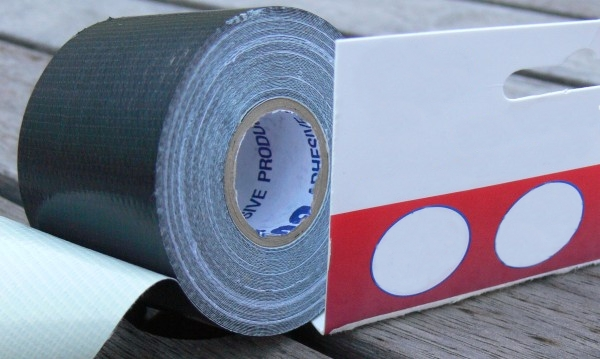
Gaffer Tape

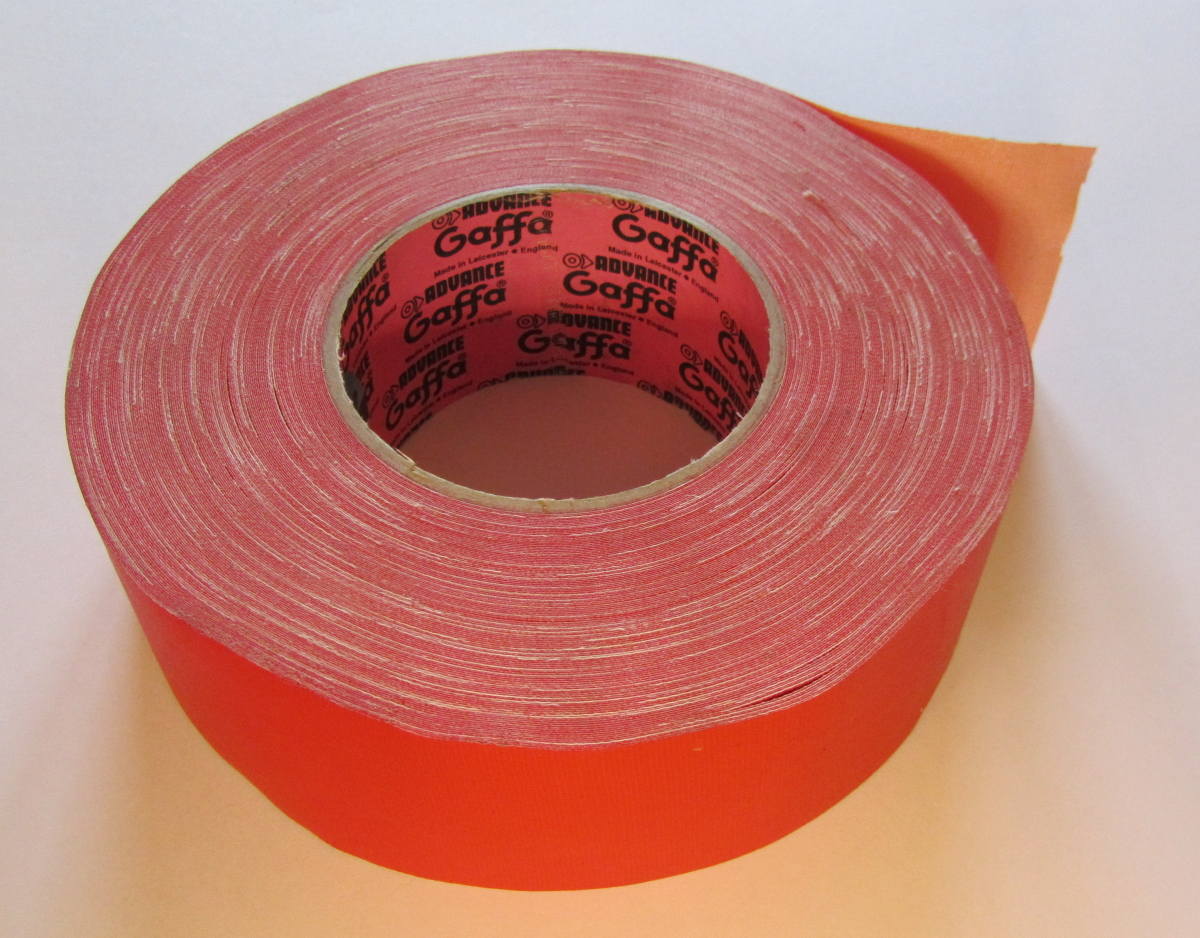
Rotes Gaffa

Gaffer Tape, Gaffer’s Tape oder Gaffa Tape (im deutschsprachigen Raum auch Gaffaband, Gafferband oder Gaffer-Tape), von engl. gaffer „Beleuchtungsmeister, Oberbeleuchter“ und tape „Klebeband“. Gaffer Tape ist ein stabiles, stark klebendes, aber von Hand quer und längs – u. U. nach vorherigem Einreißen mit der Fingernagelkante – reißbares Gewebeklebeband, das sich rückstandslos entfernen lassen soll. Üblicherweise hat es eine Breite von zwei Zoll, also 5,08 cm. Es wurde 1959 vom Beleuchter und Kameramann Ross Lowell auf Basis des Permacel-Klebebandes von Johnson & Johnson entwickelt.
Im Vergleich zum glatten und dichten Duct Tape hat Gaffer Tape eine eher textile Oberfläche. Der verwendete Klebstoff ist wärmebeständiger und leichter von Oberflächen zu entfernen.
Typische Kennwerte sind:
- Klebkraft (gegen Abziehen): 9 N/25 mm
- Reißkraft: 50 N/cm
- Reißdehnung: 11 %
- Temperaturbeständigkeit: max. 60 °C

Gaffer Tape wird von verschiedenen Herstellern in unterschiedlicher Qualität produziert. Durch die einfache Handhabung und Reißbarkeit hat es sich besonders bei Bühnenarbeitern zur schnellen Fixierung von Kabeln (stolperfallenfrei am Boden) und ähnlichem bewährt.
Typisches Gaffer Tape ist matt-schwarz zur Verwendung auf schwarzem Bühnenboden. Es ist aber auch in vielen anderen Farben erhältlich, etwa silbern zur unsichtbaren Verwendung auf Aluminiumtraversen. Helle Farben eignen sich gut für temporäre Beschriftungen, u. a. auch von Schaltern oder Mischpulten.

In Österreich ist es unter Bühnenarbeitern meist unter der Bezeichnung Lasso bekannt.

### Panzerband

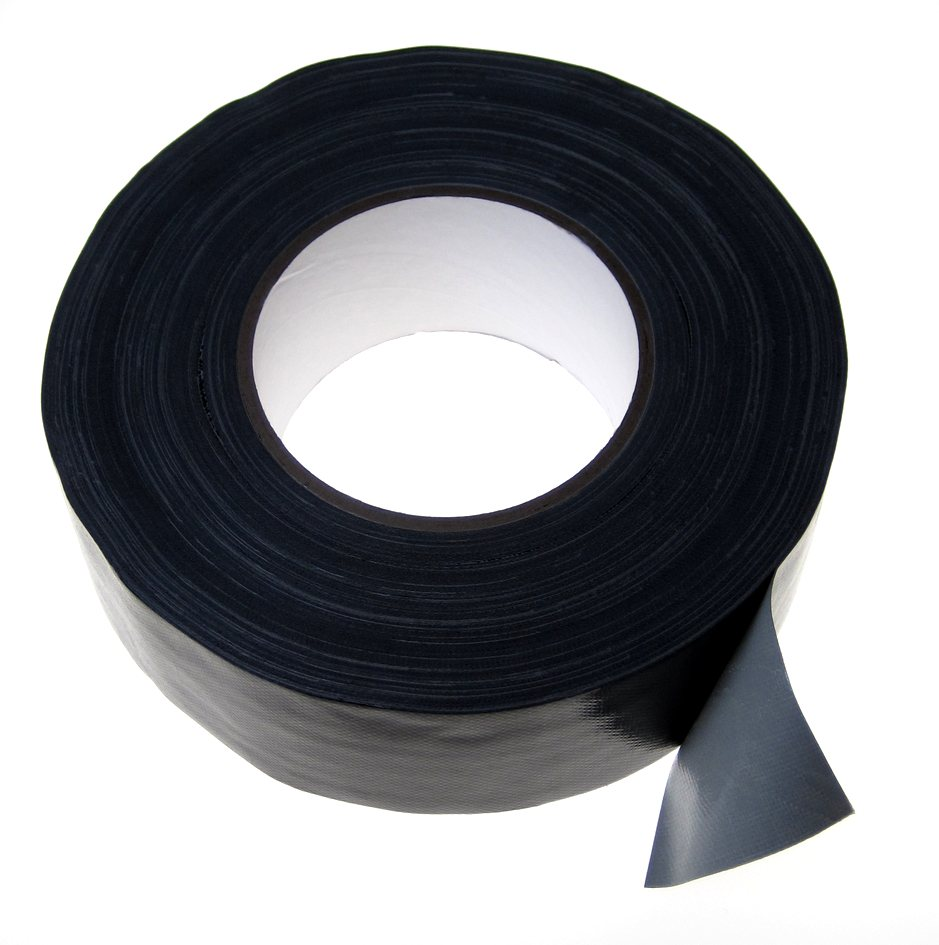
Schwarzes Panzerband

Panzerband oder Panzertape ist ein kräftiges Gewebeband mit stark haftender Klebemasse, das auch auf mineralischen Untergründen wie Stein gut haftet.
Das von der Bundeswehr verwendete Panzertape ist 75 mm breit und hat die Spezifikation TL 7510-011 Typ B. Es gibt aber auch kleinere Varianten, auch in verschiedenen Farben.
Typische Kennwerte:
- Bruchdehnung: 11,5 %
- Klebekraft: 6 N/cm
- Zugfestigkeit: 80 N/cm

## Schaumstoffbänder
Geschäumte Klebebänder können Unebenheiten ausgleichen und Stöße dämpfen. Besonders stark haftendes doppelseitiges Klebeband (Montageband) wird zum Befestigen schwerer Gegenstände wie Spiegeln verwendet. Klebepads aus Schaumstoff werden zum Anbringen leichterer Gegenstände verwendet.

### Acrylatschaum-Klebeband
Doppelseitige Acrylatschaum-Klebebänder, auch Acrylic Foam oder Acrylic Bond genannt, sind Klebebänder mit viskoelastischen sowie besonders guten Hafteigenschaften auf einer Vielzahl von Untergründen.
Während herkömmliche Schaum-Klebebänder nur einen dünnen Klebstoff-Film auf der Ober- und Unterseite besitzen, bestehen Acrylatschaum-Klebebänder vollständig aus Klebmasse. Die Basis hierfür stellt der selbstklebende Acrylatschaum-Kern dar, der je nach Anforderung mit einem Zusatz-Klebstoff-Film versehen ist. Dieser besondere Aufbau des Acrylatschaum-Klebebandes ermöglicht es, dass das Klebeband in die zu verklebende Oberfläche einfließt und eine physikalische Wechselwirkung mit dem Substrat eingeht. Dabei härtet es nicht aus, sondern bleibt flexibel und baut eine 100%ige Benetzung auf. Die Sandwich-Konstruktion ist beliebig kombinierbar. Sie ermöglicht es den Acrylatschaum-Klebebändern, weiterhin Energie aufzunehmen und Stress zu kompensieren. Man kann die doppelseitigen Klebebänder um bis zu 50 % ihrer Dicke dehnen, ohne dass sie reißen oder sich ablösen.

## Trägerfreie Bänder
Transferklebebänder sind trägerfreie Haftklebstoffe.

## Gebrauch
Klebebänder werden meist als Rollware geliefert und zur Verwendung auf die benötigte Länge geschnitten oder abgerissen. Erleichternd werden auch Abroller unterschiedlichster Art verwendet. Verwendung finden sie z. B. auch als Dichtmittel.
Die meisten Klebebänder kleben schlecht bei Temperaturen unter 5 °C. Bei großer Kälte sollten die Rollen bis kurz vor der Benutzung bei Zimmertemperatur gelagert werden.
Verklebungen werden mit der Zeit fester, da die Klebmasse mehr und mehr den beklebten Stoff anfließen.
Elektrisch hochisolierendes Klebeband lädt sich beim Abziehen von der Rolle auf. Leichtes, dünnes biegsames Band hat daher die Neigung durch Influenz von anderen Körpern angezogen zu werden, anzuklatschen und anzukleben, wenn das Band nicht durch Kraft gespannt wird.
Unter starkem Vakuum (p < 10−2 mbar) kann durch das Abrollen von Klebeband von der Rolle lokal eine gewisse Leuchterscheinung ausgelöst und ionisierende Strahlung erzeugt werden.

## Papierklebeband

### Nassklebeband
Papierklebeband, Nassklebeband oder Nassklebestreifen sind mit einer kaum sichtbaren Gummierung beschichtet, die durch den Kontakt mit Wasser aktiviert wird. Papierklebeband wird traditionell zum Verschließen von Kartonagen verwendet. Als Trägermaterial dient Kraftpapier. Die Klebmasse besteht aus Gummi arabicum oder Kartoffelstärke, wodurch das Band als umweltfreundlich gilt. Bei einigen Varianten wird das Band mit eingebetteten Glasfaserfäden verstärkt.
Nassklebeband mit zu befeuchtender Bekleisterung war ehemals auf einem kleinen durchbohrten Holzkern aufgewickelt. Es neigte dazu, sich abzurollen, was durch Befeuchten und Ankleben des freien Endes verhindert werden konnte. Es gibt eine dünne weiße, nach Bekleben durchsichtige Variante, die auch zum Einkleben von Briefmarken an ihrer Rückseite mit einem gefalzten Stück (kurz: „Falz“) in ein Album dient.

### Malerklebeband

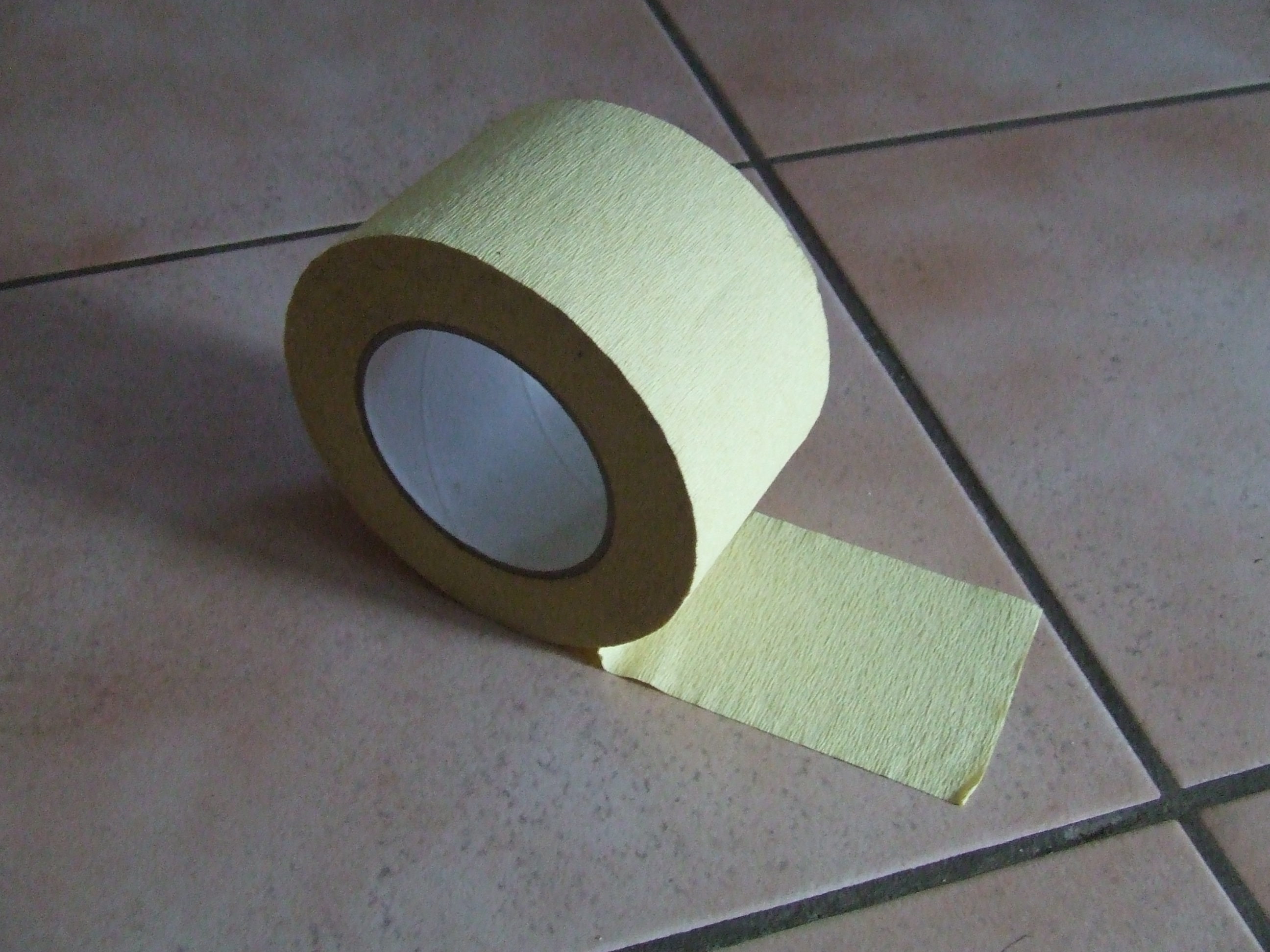
Malerkrepp

Das Malerklebeband (auch Malerkrepp, Kreppband, Kreppklebeband; in der Schweiz und in Österreich Abdeckband genannt) besteht aus Zellulose und Haftklebmasse und wird vorwiegend zum Abkleben von Fenster- und Türrahmen oder anderen Gegenständen verwendet, um diese vor aufgebrachten Lacken, Farben oder Klebstoffen zu schützen.
Neben glattem Abdeckband wird häufig Kreppklebeband verwendet, dessen querlaufende Kreppstruktur des Trägers eine gewisse Dehnung längs des Bandes ermöglicht, wodurch sich gekurvte Konturen bis etwa zu einem Radius der fünffachen Bandbreite und gewölbte Flächen herstellen lassen. Mit einer gewissen Übung sind durch Faltung des Bandes auf der Kurveninnenseite auch engere Radien möglich.
Malerkrepp lässt sich unmittelbar nach Gebrauch von den meisten Oberflächen (abriebfest gestrichene Wände, Tapeten, Fliesen, Lichtschalter, Tür- und Fensterrahmen) sauber und rückstandsfrei abziehen. Je mehr Zeit vergeht, desto stärker verbindet sich das Band mit dem Untergrund, so dass beim Abziehen Teile der abgeklebten Oberfläche (Papierfasern, Farbe, Lack, Holzsplitter) weggerissen werden können. In diesen Fällen kann es helfen, das Band in spitzem Winkel abzuziehen. Im Laufe der Zeit verhärtet das Band, bis es sich schließlich nur noch mit dem Spachtel entfernen lässt.
Nach dem Auftrag von verlaufsfähigen Farben und insbesondere von Lackfarben sollte das Band noch vor dem Trocknen der Farbe wieder entfernt werden. So wird die Ausbildung eines sichtbareren Absatzes vermieden, da die Farbe an der Kante nach Entfernung des Bandes zu einem runden Abschluss verlaufen kann.
Bei dickem Farbauftrag sowie bei Edelputz, Streichputz, Schlämmen und ähnlichen Beschichtungen, die nur schwach am Untergrund haften, sollte das Band ebenfalls noch vor dem Trocknen schräg weg von der beschichteten Fläche abgezogen werden, um nicht Teile der Beschichtung hoch- oder abzureißen.

## Rollenkern, Flansch, Zwischenlage, Halterung
Rollenkerne von Klebebändern bestehen aus diagonal gewickeltem Karton oder Kunststoff und sind innen eher glatt um in einer Gleitlagerung leicht zu rutschen. In manchen Fällen wird der Rollenkern des Bandes auf eine axial gelagerte Spindel, meist mit axial orientierten Querrillen aufgepresst. Meist werden Klebebandrollen jedoch nur von zylindrischen Stegen, die aus gegenüberliegenden planen Flächen herausragen gehaltert. Eine seitliche Abdeckung kann bis zur Einkapselung der Rolle reichen und dient dazu, die Seiten des Klebebandwickels davor zu bewahren, Schmutz anzukleben oder Reibung oder Schnitte zu verursachen.
Ein Rollenkern aus Kunststoff erlaubt das Aufbrauchen des Klebebands bis zum letzten Zentimeter seiner Länge. Ein Kartonkern „verbraucht“ die erste aufgewickelte Wicklung. Um das äußere Ende der Wicklung, den Anfang, für den Nutzer gut erfassbar zu machen, kommen Rollen mitunter mit einer unten angeklebten Anfasslasche. Im Gebrauch kann am verbleibenden freien Anfang ein etwa 5–10 mm kurzes Stück (Klebmasse auf Klebmasse) umgeklappt werden, um wieder eine gute Anfassstelle zu ergeben. Sie kann am genutzten Klebstreifen verbleiben, wenn auch an der Verklebungsstelle eine gute Wiederabziehmöglichkeit gewünscht ist.
Abreißzähne an einem kleinen Messerstück oder einem Klebstreifenabroller dienen dem gezielten Abreißen und weisen oft eine kurze Anklebfläche zum Halten des freien Endes auf. Klebstreifen mit seitlichen Einreißzacken können leicht von der Seite her ein- und durchgerissen werden und werden für Büro und Medizinwesen angeboten, etwa zum Befestigen von Infusionsschläuchen und Ähnlichem auf der Haut.
Rollenkerne messen typisch 25–26 oder 76, seltener auch 28 oder 51 mm Innendurchmesser, also – geordnet – 1, 1,5, 2 oder aber 3 Zoll. Der 1-Zoll-Kern passt gut auf einen Daumen oder Finger, der Kern des 3-Zoll-Typs hingegen über eine rund zusammengefaltete Hand. Diese beiden Aufnahmen durch die Hand sind ergonomisch und erlauben das weitgehend ungestörte Weiterverwenden der Hand, solange die Finger nicht stärker abwärts gerichtet werden.
Doppelseitiges (= doppelseitig klebendes) Klebeband kann, muss jedoch nicht mit einer Zwischenlage aus Abziehmaterial aufgewickelt werden. Dichtungsmaterialien auf Basis von Schaumstoff kommen immer mit einem Abziehband. Rollenkerne können mit seitlich eingesteckten Flanschen ausgestattet sein, typisch für Elektriker-Isolierband und Teflon-Gewindedichtband, das, weil nichtklebend und stark elektrostatisch anziehend, sogar mit einer zylindrischen Steckhülle zum Transport ganz eingekapselt wird.
In abschüssigen oder ebenen Bereichen können lose Klebstoffrollen leicht entrollen. Wird ein Rundwickel ungeschützt flach am Boden abgelegt, klebt zumeist Staub und Schmutz an. Ist Klebstreifen auf ein flaches Stück Material aufgewickelt, kann eine kleine Menge kompakt auch in einer Hosentasche transportiert werden.
Klebeband wird im Produktionsablauf zuerst auf Jumborollen aufgewickelt und dann auf Kleinrollen abgewickelt, und dabei auf Breite und Länge konfektioniert. Qualitätsmerkmal ist Teleskopierfreiheit, also ein genau zylindrischer Wickel und die Freiheit von Fischaugen, Luftblasen in der Verklebung des Wickels. Diese machen störende Geräusche beim Abwickeln und bleiben u. U. in der Verklebung noch sichtbar.